# هاینز بااس
هاینز بااس (انگلیسی: Heinz Baas; ۱۳ آوریل ۱۹۲۲ – ۶ دسامبر ۱۹۹۴) بازیکن فوتبال اهل آلمان بود.
از باشگاه‌هایی که در آن بازی کرده‌است می‌توان به باشگاه فوتبال آینتراخت فرانکفورت، باشگاه فوتبال کیکرز اوفنباخ، و باشگاه فوتبال دارمشتات ۹۸ اشاره کرد.